# Etihad Rail
Etihad Rail, ранее известная как Union Railway, была создана в июне 2009 года в соответствии с Федеральным законом ОАЭ №2 для управления развитием, строительством и эксплуатации национальной грузовой и пассажирской железнодорожной сети Объединенных Арабских Эмиратов.
Колея железной дороги ОАЭ стандартная – 1435 мм.

## Проект
Железнодорожная сеть протяженностью 1200 км вводится в эксплуатацию поэтапно, чтобы связать основные населенные пункты и промышленные центры ОАЭ, а также стать важной частью более широкой железнодорожной сети Совета сотрудничества арабских государств Персидского залива (ССАГПЗ).
Ввод железнодорожной сети Etihad Rail производится поэтапно, коммерческие операции начались в 2016 году. В настоящий момент грузовые составы движутся со скоростью 120 км/ч, а пассажирские будут курсировать со скоростью до 200 км/ч. Первый этап строительства полностью завершён в запланированные сроки и в рамках выделенного бюджета.

## Фазы строительства и сроки
Сеть Etihad Rail разрабатывается и внедряется поэтапно. В настоящий момент первый этап завершён, получено одобрение на строительство второго этапа.

### Первый этап
Первый этап — это 264-километровый маршрут для транспортировки серы из месторождений в Шахе и Хабшане в гранулированном виде к пункту экспорта в Эр-Рувайс. Движение между Хабшаном и Эр-Рувайсом запущено в сентябре 2013 года.
Etihad Rail DB - компания, отвечающая за эксплуатацию и обслуживание первого этапа национальной железнодорожной сети ОАЭ для основного клиента Etihad Rail. Etihad Rail DB была основана в 2013 году как совместное предприятие Etihad Rail (51 %) и Deutsche Bahn (DB) (49 %), крупнейшего в Европе оператора железных дорог и собственника инфраструктуры.
В марте 2015 года Etihad Rail DB официально приняла железнодорожную сеть под своё управление.
Etihad Rail DB официально начала коммерческую деятельность в январе 2016 года после получения аккредитации оператора от Федерального транспортного управления Объединенных Арабских Эмиратов. В феврале 2017 года Etihad Rail DB объявила, что по состоянию на 20 января 2017 года по сети было проведено 1000 составов.

### Второй этап
В рамках второго этапа железная дорога будет проложена до порта Мусаффа, порта Халифа и порта Джебель-Али, а также до границ с Саудовской Аравией и Оманом. Общая протяжённость полотна железнодорожного увеличится на 628 км. Для реализации планов второго этапа были заключены контракты с компанией PMC (общий контроль и инжиниринг), с компанией Jacobs на окончательный дизайн. В мае 2019 года были подписаны контракты с компаниями Ghantoot Transport and General Contracting и Wang Jinsong, представителем China Railway Construction Corporation, которые построят два участка дороги протяженностью 216 и 94 км, которые соединят морской порт Khalifa Port, промышленную зону Khalifa Industrial City и порт Jebel Ali Port.

## Подвижной состав
В июле 2011 года Etihad Rail заказал семь тепловозов Electro-Motive Diesel SD70ACS. Первые два локомотива SD70ACS были доставлены в порт Муссафа в Абу-Даби в апреле 2013 года и были транспортированы в Мирфу в Западном регионе ОАЭ в рамках подготовки к запуску движения на 266-километровом отрезке пути первого этапа. В сентябре 2011 года CSR Corporation Limited получила заказ на поставку 240 крытых вагонов для перевозки гранулированной серы. Локомотивы окрашены в красно-серую ливрею с использованием цветов от флага ОАЭ.

## Бетонные шпалы
В 2014 году в Мирфе, ОАЭ, был запущен завод по производству бетонных шпал.

## Партнёры
С целью обеспечения всего спектра задач по строительству и вводу в эксплуатацию сети железных дорог Etihad Rail были подписаны контракты, меморандумы и прочие соглашения с целым рядом компаний:
- Al Dahra
- Arkan
- Aramex
- Bertschi
- Centre of Waste Management - Abu Dhabi
- DHL
- DP World
- Emirates Integrated Telecommunications Company (Du)
- Dubai Industrial City
- Emirates Steel
- Emirates Telecommunications Corporation (Etisalat)
- Global Shipping and Logistics (GSL)
- Hellmann Worldwide Logistics
- HOYER Global Transport BV
- JBC EXPRESS FREIGHT LLC [7]
- National Air Cargo
- RSA Logistics
- Sharaf Logistics
- Sharjah Cement and Industrial Development Company (SCIDC)
- SNTTA Cargo
- Emirates Transport
- Abu Dhabi Ports Company
- ZonesCorp
- Al Jaber
- Al Futtaim Tamrac
- Western Bainoonah Group

В марте 2014 года Etihad Rail подписала соглашение о создании совместного предприятия с DB Schenker Rail, дочерней компанией немецкой Deutsche Bahn (DB), для эксплуатации и обслуживания первого этапа железной дороги. Совместное предприятие Etihad Rail DB занимается эксплуатацией и техническим обслуживанием сети железных дорог первого этапа, а также было назначено оператором по второму этапу, что позволяет совместному предприятию выступать в качестве консультанта по всем вопросам в рамках будущих этапов развития сети Etihad Rail.

## Законодательство
Депутаты Федерального национального совета ОАЭ разработали законопроект, определяющий правила регулирования, развития, строительства, управления и обслуживания федеральных железных дорог. Согласно законопроекту, который должен одобрить президент ОАЭ, Его Высочество шейх Халифа бен Заед Аль Нахайян, любой, кто предпримет попытку угона или захвата подвижного состава, кражи груза частично или полностью или нанесет вред машинистам или перенаправит поезд на другой путь, будет лишен свободы – вплоть до пожизненного заключения.
В документе говорится, что преступники, умышленно причиняющие ущерб безопасности железных дорог или их инфраструктуре, будут наказываться тюремным заключением и штрафом в размере от 100 тысяч до 5 млн дирхамов (US$ 27,3 тысячи – 1,36 млн). Срок заключения при этом будет составлять не менее 7 лет.

## Внешние ссылки
- Официальный сайт Архивная копия от 29 апреля 2020 на Wayback Machine
- Официальный сайт совместного предприятия Etihad Rail и Deutsche Bahn